# Glarsdorf
Glarsdorf (dialektal: ['glo:ʃdɔɐf]) ist ein Ort in der Obersteiermark und
Ortschaft der Marktgemeinde Kammern im Liesingtal im Bezirk Leoben der Steiermark.

## Geographie
Der Ort befindet sich etwa 11 Kilometer nordwestlich von Leoben. Er liegt auf 700 m ü. A. mitten im Trofaiacher Becken und ist 4 km nordöstlich vom Gemeindehauptort Kammern im Liesingtal, und 4 km südwestlich von Trofaiach entfernt.
Die Ortschaft umfasst knapp 30 Gebäude mit etwa 80 Einwohnern, der Gutteil, etwa 20 Adressen, im Ort selbst.
Zum Ortschaftsgebiet gehören auch südlich die Einzellagen Rieger, Roth und Reiterer, die sich zum Reitererkogel (953 m ü. A.), dem Ostgipfel des Veitscherwalds, erstrecken, sowie Teile der Veitscher Siedlung gegen Seiz hin.
Außerdem rechnet man die Rotte Am See aus statistischen Gründen zur Ortschaft, die 3½ km südöstlich hinter dem Veitscherwald am Trabocher See liegt und zum Kammerner Gemeindegebiet gehört.
Der Ort selbst bildet einen orographisch kaum erkennbaren Talpass im Trofaiacher Becken, das mit dem Ostteil schon zum Vordernbergertal gehört: Östlich fließt der Mochlerbach zum Veitscherbach, westlich der Damischbach, der sich mit dem Ploderbach zum Seizerbach vereint, beide münden in die Liesing. Die Wasserscheide ist durch die Kote 709 westlich des Orts markiert. Innerhalb dieses Gebiets liegt der Veitscherwald.
Nachbarortschaften
(ohne Seeanger)
| Obermochl Untermochl | Schardorf (Gem. Trofaiach)                  | Gai (Gem. Trofaiach) Töllach (Gem. Trofaiach) |
| Dirnsdorf            | Kompassrose, die auf Nachbargemeinden zeigt |                                               |
| Seiz                 | (Veitscherwald) Sparsbach                   | Windischbühel (Gem. Trofaiach)                |

## Geschichte
Der Name Glarsdorf erscheint als Gladisdorf erstmals urkundlich in einem Stiftungsbrief Admonts von Erzbischof Gebhard um das Jahr 1074 mit der Nennung einer Hube („Mansum I ad Gladisdorf“). In weiteren Urkunden taucht es im 15. Jahrhundert als Glastorf auf.

## Infrastruktur
Die Landesstraße L116 Edlingerstraße Seiz – Edling – St. Peter-Freienstein erreichbar. Die Pyhrn Autobahn A 9 verläuft südlich in 3 km Entfernung.
Es gibt drei Wasserquellen, je eine Bushaltestelle an zwei der drei Straßenkreuzungen zum Ort, eine Kapelle, eine Eisstockbahn. Das ehemalige Gasthaus Zum lustigen Teufel mit Gästezimmern wird heute (2012)  nur noch als Frühstückspension betrieben. Ein kleiner Skilift an Reitererkogel, betrieben mit einem Motor aus einem VW Käfer, ist für den Wintersport vorgesehen.

## Nachweise
- 61106 – Kammern im Liesingtal. Gemeindedaten der Statistik Austria

1. ↑   Geschichte der Gemeinde Kammern: Teil I (Memento des Originals vom 20. Januar 2015 im Internet Archive)  Info: Der Archivlink wurde automatisch eingesetzt und noch nicht geprüft. Bitte prüfe Original- und Archivlink gemäß Anleitung und entferne dann diesen Hinweis., kammern-liesingtal.at
2. ↑  Die Admonter Zehntbestandregister (Seite nicht mehr abrufbar, festgestellt im April 2018. Suche in Webarchiven)  Info: Der Link wurde automatisch als defekt markiert. Bitte prüfe den Link gemäß Anleitung und entferne dann diesen Hinweis. (pdf, verwaltung.steiermark.at).